# Aura (álbum de The Mission)
Aura es el octavo álbum de estudio de la banda británica de rock gótico The Mission, publicado en el 2001 por el sello Playground Recordings. Es el primer trabajo de estudio desde su reunión en 1999 y el primero desde Blue de 1996. Obtuvo el puesto número uno en la lista de música alternativa de Alemania, manteniéndose en esta por ocho semanas consecutivas.
Recibió buenas reseñas por parte de la crítica especializada considerándolo como el gran regreso al sonido de sus primeros discos. Con solo días de diferencia se lanzó una edición limitada, que contiene el vídeo musical de «Evangeline» y una grabación en vivo de «Deliverance», como también un segundo disco de entrevistas y fotografías de la banda.

## Lista de canciones
Todas las canciones escritas por The Mission.

| N.º | Título                          | Duración |  |
| 1.  | «Evangeline»                    | 3:57     |  |
| 2.  | «Shine Like the Stars»          | 4:35     |  |
| 3.  | «(Slave to) Lust»               | 5:39     |  |
| 4.  | «Mesmerised»                    | 5:20     |  |
| 5.  | «Lay Your Hands on Me»          | 5:33     |  |
| 6.  | «Dragonfly»                     | 5:43     |  |
| 7.  | «Happy»                         | 3:05     |  |
| 8.  | «To Die By Your Hand»           | 1:18     |  |
| 9.  | «Trophy/it Never Rains»         | 5:45     |  |
| 10. | «The Light That Pours from You» | 5:28     |  |
| 11. | «Burlesque»                     | 4:57     |  |
| 12. | «Cocoon»                        | 7:34     |  |
| 13. | «In Denial»                     | 9:04     |  |

| Pista adicional en ciertas ediciones |          |          |  |
| N.º                                  | Título   | Duración |  |
| 14.                                  | «Frozen» |          |  |

| Pistas adicionales en la edición limitada |                              |          |  |
| N.º                                       | Título                       | Duración |  |
| 14.                                       | «Evangeline» (video musical) | 4:07     |  |
| 15.                                       | «Deliverance» (en vivo)      | 4:53     |  |

## Músicos
- Wayne Hussey: voz y guitarra eléctrica
- Craig Adams: bajo
- Mark Thwaite: guitarra eléctrica
- Scott Garrett: batería